# Silberfeld (commune)
Silberfeld est une ancienne commune d'Allemagne de la région de Thuringe (Greiz), rattachée à la commune de Zeulenroda-Triebes le 1er décembre 2011,,.